# Авенариус, Александр Александрович
Алекса́ндр Алекса́ндрович Авена́риус (19 [30] декабря 1797, Вуолы, Российская империя — 14 [26] декабря 1892, Петергоф, Российская империя) — русский медик, придворный доктор, старший врач Калинкинской больницы. Действительный статский советник. Брат Я. А. Авенариуса, отец П. А. Авенариуса.

## Биография
Родился 19 (30) декабря 1797 года в семье лютеранского пастора Александра Егоровича Авенариуса, бывшего настоятелем храма Святого Иоанна в Вуолах. Был самым младшим ребёнком в семье, пятым по счёту.
В 1820 году окончил Петербургскую медико-хирургическую академию со званием лекаря 1-го отделения, поступил на работу в Обуховскую больницу, а в 1823 году был определён лекарем «к Стреляной мызе и вотчинам Его Высочества», где стал владельцем земельного участка с деревянным домом. С 1824 года служил в должности придворного доктора, в том же году женился на дочери лейб-медика Петра Ивановича Линдестрема, Елизавете (1803—1881), после чего переехал в Петергоф, с которым будет связана вся его жизнь. Здесь родились все его дети, здесь же он построил несколько усадеб, одной из которых (ныне дома 7/2 и 9/2 по Петергофской улице) владел до самой смерти.
В дальнейшем служил младшим врачом Лейб-гвардии уланского полка, старшим врачом Калинкинской больницы.
5 марта 1866 года был пожалован чином действительного статского советника и вышел на пенсию по состоянию здоровья. Выйдя в отставку, занимался благотворительностью, бесплатно лечил обездоленных и снабжал их лекарствами за свой счёт, часто живал на своих дачах в Петергофе, увлекался садоводством и охотой.
Умер в Петергофе 14 (26) декабря 1892 года в возрасте 94 лет. Похоронен на Свято-Троицком кладбище города Петергофа в фамильном склепе. По данным на 1970-е годы, могила разрушена.
В 2020 году могила была восстановлена, а 19 сентября 2020 года был освящён памятник.

## Семья
- Отец Александр Егорович Авенариус (1759—1834) — лютеранский пастор, сын лютеранского пастора Георга Авенариуса (1709—1787).
- Мать Генриетта Андреевна Авенариус, урождённая Гамельман — дочь лютеранского пастора.
  - Брат Яков (1788—1859) — врач.
  - Брат Пётр (1794—1854) — лютеранский пастор, учитель Александровского лицея, масон, член РГО.
    - Племянник Николай (1834—1903) — инспектор классов Варшавского Александро-Мариинского института, действительный статский советник.
    - Племянник Михаил (1835—1895) — учёный-физик, профессор, член-корреспондент, действительный статский советник.
    - Племянник Василий (1839—1923) — государственный деятель, тайный советник, детский писатель.
- Жена Елизавета Петровна Авенариус, в девичестве Линдстрем (1803—1881) — дочь лейб-медика Петра Ивановича Линдестрема (1764—1841).
  - Дочь София (1824—1883) — жена аптекаря Петергофского дворцового лазарета Егора Карловича Кильштета (1807—1864).
    - Внук Егор Егорович Кильштет (не ранее 1845—1916) — д.с.с., в 1887 году женился на писательнице Марии Григорьевне Веселковой-Кильштет (1861—1931), в 1892 году унаследовал дедовскую дачу на Петергофской улице[8].
    - Внук Карл Егорович Кильштет (1848—не ранее 1916) — мемуарист, в 1916 году издал книгу «Записки старого петроградца», в которой в частности рассказал о петергофской жизни[8].

  - Сын Константин (1826—1889) — д.с.с., чиновник МПС.
  - Дочь Аделаида (1827—1860) — жена Ивана Александровича Мордвинова (1819—1860).
  - Дочь Паулина (1829—не ранее 1872) — жена Александра Григорьевича Бердюгина (?—1867)
    - Внук Сергей Александрович Бердюгин (не ранее 1857—не ранее 1872)

  - Сын Александр (1831—не ранее 1887) — врач, статский советник.
    - Внук Михаил (1881—1918) — врач, муж Марии Спиридоновны Фёдоровой (1894—1949), во время Первой мировой и Гражданской войн военврач в царской армии и РККА, пропал без вести.

  - Дочь Наталья (1833—не ранее 1915) — жена д.т.с. сенатора Александра Даниловича Шумахера (1820—1898).
  - Сын Георгий (1835—1889) — генерал-майор, участник Польской кампании (1863).
  - Сын Николай (1838—1840) — умер от скарлатины.
  - Сын Пётр (1843—1909) — инженер, предприниматель, тайный советник.